# Collegio di Newport West
Newport West è stato un collegio elettorale gallese rappresentato alla camera dei Comuni del parlamento del Regno Unito. Eleggeva un membro del parlamento con il sistema maggioritario a turno unico; il collegio è stato abolito in occasione della revisione periodica del 2024.

## Estensione
Il collegio comprendeva le divisioni elettorali di Allt-yr-yn, Bettws, Caerleon, Gaer, Graig, Malpas, Marshfield, Pillgwenlly, Rogerstone, Shaftesbury, Stow Hill e Tredegar Park nella città di Newport. I confini occidentale e settentrionale erano costituiti dai confini cittadini, mentre il confine orientale era rappresentato dal fiume Usk e quello meridionale dal canale di Bristol.

## Membri del parlamento
| Elezione | Elezione   | Deputato         | Partito          |
| -------- | ---------- | ---------------- | ---------------- |
|          | 1983       | Mark Robinson    | Conservatore     |
|          | 1987       | Paul Flynn       | Laburista        |
| 2019 (S) | Ruth Jones |                  | Laburista        |
|          | 2024       | Collegio abolito | Collegio abolito |

## Elezioni

### Elezioni negli anni 2010
| Partito                    | Partito                                | Candidato                  | Risultati 12 dicembre 2019 | Risultati 12 dicembre 2019 |
| Partito                    | Partito                                | Candidato                  | Voti                       | %                          |
| -------------------------- | -------------------------------------- | -------------------------- | -------------------------- | -------------------------- |
|                            | Laburista                              | Ruth Jones                 | 18 977                     | 43,69                      |
|                            | Conservatore                           | Matthew Evans              | 18 075                     | 41,62                      |
|                            | Lib Dem                                | Ryan Jones                 | 2 565                      | 5,91                       |
|                            | Brexit                                 | Cameron Edwards            | 1 727                      | 3,98                       |
|                            | Plaid Cymru                            | Jonathan Clark             | 1 187                      | 2,73                       |
|                            | Verdi                                  | Amelia Womack              | 902                        | 2,08                       |
|                            |                                        |                            |                            |                            |
| Iscritti                   | Iscritti                               | Iscritti                   | 66 657                     | 100,00                     |
| ↳ Votanti (% su iscritti)  | ↳ Votanti (% su iscritti)              | ↳ Votanti (% su iscritti)  | 43 433                     | 65,16                      |
| ↳ Astenuti (% su iscritti) | ↳ Astenuti (% su iscritti)             | ↳ Astenuti (% su iscritti) | 23 224                     | 34,84                      |
|                            |                                        |                            |                            |                            |
|                            | Esito: collegio confermato a Laburista |                            |                            |                            |

| Partito                    | Partito                                | Candidato                  | Risultati 4 aprile 2019 | Risultati 4 aprile 2019 |
| Partito                    | Partito                                | Candidato                  | Voti                    | %                       |
| -------------------------- | -------------------------------------- | -------------------------- | ----------------------- | ----------------------- |
|                            | Laburista                              | Ruth Jones                 | 9 308                   | 39,58                   |
|                            | Conservatore                           | Matthew Evans              | 7 357                   | 31,29                   |
|                            | UKIP                                   | Neil Hamilton              | 2 023                   | 8,60                    |
|                            | Plaid Cymru                            | Jonathan Clark             | 1 185                   | 5,04                    |
|                            | Lib Dem                                | Ryan Jones                 | 1 088                   | 4,63                    |
|                            | Verdi                                  | Amelia Womack              | 924                     | 3,93                    |
|                            | Renew                                  | June Davies                | 879                     | 3,74                    |
|                            | Abolish the Welsh Assembly             | Richard Suchorzewski       | 205                     | 0,87                    |
|                            | SDP                                    | Ian McLean                 | 202                     | 0,86                    |
|                            | Democrats and Veterans                 | Philip Taylor              | 185                     | 0,79                    |
|                            | For Britain                            | Hugh Nicklin               | 159                     | 0,68                    |
|                            |                                        |                            |                         |                         |
| Iscritti                   | Iscritti                               | Iscritti                   | 63 652                  | 100,00                  |
| ↳ Votanti (% su iscritti)  | ↳ Votanti (% su iscritti)              | ↳ Votanti (% su iscritti)  | 23 615                  | 37,10                   |
| ↳ Astenuti (% su iscritti) | ↳ Astenuti (% su iscritti)             | ↳ Astenuti (% su iscritti) | 40 037                  | 62,90                   |
|                            |                                        |                            |                         |                         |
|                            | Esito: collegio confermato a Laburista |                            |                         |                         |

| Partito                    | Partito                                | Candidato                  | Risultati 8 giugno 2017 | Risultati 8 giugno 2017 |
| Partito                    | Partito                                | Candidato                  | Voti                    | %                       |
| -------------------------- | -------------------------------------- | -------------------------- | ----------------------- | ----------------------- |
|                            | Laburista                              | Paul Flynn                 | 22 723                  | 52,31                   |
|                            | Conservatore                           | Angela Jones-Evans         | 17 065                  | 39,29                   |
|                            | UKIP                                   | Stan Edwards               | 1 100                   | 2,53                    |
|                            | Plaid Cymru                            | Morgan Bowler-Brown        | 1 077                   | 2,48                    |
|                            | Lib Dem                                | Sarah Lockyer              | 976                     | 2,25                    |
|                            | Verdi                                  | Pippa Bartolotti           | 496                     | 1,14                    |
|                            |                                        |                            |                         |                         |
| Iscritti                   | Iscritti                               | Iscritti                   | 64 352                  | 100,00                  |
| ↳ Votanti (% su iscritti)  | ↳ Votanti (% su iscritti)              | ↳ Votanti (% su iscritti)  | 43 438                  | 67,50                   |
| ↳ Astenuti (% su iscritti) | ↳ Astenuti (% su iscritti)             | ↳ Astenuti (% su iscritti) | 20 914                  | 32,50                   |
|                            |                                        |                            |                         |                         |
|                            | Esito: collegio confermato a Laburista |                            |                         |                         |

| Partito                    | Partito                                | Candidato                  | Risultati 7 maggio 2015 | Risultati 7 maggio 2015 |
| Partito                    | Partito                                | Candidato                  | Voti                    | %                       |
| -------------------------- | -------------------------------------- | -------------------------- | ----------------------- | ----------------------- |
|                            | Laburista                              | Paul Flynn                 | 16 633                  | 41,22                   |
|                            | Conservatore                           | Nick Webb                  | 13 123                  | 32,53                   |
|                            | UKIP                                   | Gordon Norrie              | 6 134                   | 15,20                   |
|                            | Plaid Cymru                            | Simon Coopey               | 1 604                   | 3,98                    |
|                            | Lib Dem                                | Ed Townsend                | 1 581                   | 3,92                    |
|                            | Verdi                                  | Pippa Bartolotti           | 1 272                   | 3,15                    |
|                            |                                        |                            |                         |                         |
| Iscritti                   | Iscritti                               | Iscritti                   | 62 167                  | 100,00                  |
| ↳ Votanti (% su iscritti)  | ↳ Votanti (% su iscritti)              | ↳ Votanti (% su iscritti)  | 40 347                  | 64,90                   |
| ↳ Astenuti (% su iscritti) | ↳ Astenuti (% su iscritti)             | ↳ Astenuti (% su iscritti) | 21 820                  | 35,10                   |
|                            |                                        |                            |                         |                         |
|                            | Esito: collegio confermato a Laburista |                            |                         |                         |

| Partito                    | Partito                                | Candidato                  | Risultati 6 maggio 2010 | Risultati 6 maggio 2010 |
| Partito                    | Partito                                | Candidato                  | Voti                    | %                       |
| -------------------------- | -------------------------------------- | -------------------------- | ----------------------- | ----------------------- |
|                            | Laburista                              | Paul Flynn                 | 16 389                  | 41,26                   |
|                            | Conservatore                           | Matthew Williams           | 12 845                  | 32,34                   |
|                            | Lib Dem                                | Veronica German            | 6 587                   | 16,58                   |
|                            | BNP                                    | Timothy Windsor            | 1 183                   | 2,98                    |
|                            | UKIP                                   | Hugh Hughes                | 1 144                   | 2,88                    |
|                            | Plaid Cymru                            | Jeff Rees                  | 1 122                   | 2,82                    |
|                            | Verdi                                  | Pippa Bartolotti           | 450                     | 1,13                    |
|                            |                                        |                            |                         |                         |
| Iscritti                   | Iscritti                               | Iscritti                   | 61 296                  | 100,00                  |
| ↳ Votanti (% su iscritti)  | ↳ Votanti (% su iscritti)              | ↳ Votanti (% su iscritti)  | 39 720                  | 64,80                   |
| ↳ Astenuti (% su iscritti) | ↳ Astenuti (% su iscritti)             | ↳ Astenuti (% su iscritti) | 21 576                  | 35,20                   |
|                            |                                        |                            |                         |                         |
|                            | Esito: collegio confermato a Laburista |                            |                         |                         |

### Elezioni negli anni 2000
| Partito                    | Partito                                | Candidato                  | Risultati 5 maggio 2005 | Risultati 5 maggio 2005 |
| Partito                    | Partito                                | Candidato                  | Voti                    | %                       |
| -------------------------- | -------------------------------------- | -------------------------- | ----------------------- | ----------------------- |
|                            | Laburista                              | Paul Flynn                 | 16 021                  | 44,84                   |
|                            | Conservatore                           | William Morgan             | 10 563                  | 29,56                   |
|                            | Lib Dem                                | Nigel Flanagan             | 6 398                   | 17,91                   |
|                            | Plaid Cymru                            | Anthony Salkeld            | 1 278                   | 3,58                    |
|                            | UKIP                                   | Hugh Hughes                | 848                     | 2,37                    |
|                            | Verdi                                  | Peter Varley               | 540                     | 1,51                    |
|                            | Indipendente                           | Saeid Arjomand             | 84                      | 0,24                    |
|                            |                                        |                            |                         |                         |
| Iscritti                   | Iscritti                               | Iscritti                   | 60 256                  | 100,00                  |
| ↳ Votanti (% su iscritti)  | ↳ Votanti (% su iscritti)              | ↳ Votanti (% su iscritti)  | 35 732                  | 59,30                   |
| ↳ Astenuti (% su iscritti) | ↳ Astenuti (% su iscritti)             | ↳ Astenuti (% su iscritti) | 24 524                  | 40,70                   |
|                            |                                        |                            |                         |                         |
|                            | Esito: collegio confermato a Laburista |                            |                         |                         |

| Partito                    | Partito                                | Candidato                  | Risultati 7 giugno 2001 | Risultati 7 giugno 2001 |
| Partito                    | Partito                                | Candidato                  | Voti                    | %                       |
| -------------------------- | -------------------------------------- | -------------------------- | ----------------------- | ----------------------- |
|                            | Laburista                              | Paul Flynn                 | 18 489                  | 52,73                   |
|                            | Conservatore                           | William Morgan             | 9 185                   | 26,20                   |
|                            | Lib Dem                                | Veronica Watkins           | 4 095                   | 11,68                   |
|                            | Plaid Cymru                            | Anthony Salkeld            | 2 510                   | 7,16                    |
|                            | UKIP                                   | Hugh Hughes                | 506                     | 1,44                    |
|                            | BNP                                    | Terrance Cavill            | 278                     | 0,79                    |
|                            |                                        |                            |                         |                         |
| Iscritti                   | Iscritti                               | Iscritti                   | 59 328                  | 100,00                  |
| ↳ Votanti (% su iscritti)  | ↳ Votanti (% su iscritti)              | ↳ Votanti (% su iscritti)  | 35 063                  | 59,10                   |
| ↳ Astenuti (% su iscritti) | ↳ Astenuti (% su iscritti)             | ↳ Astenuti (% su iscritti) | 24 265                  | 40,90                   |
|                            |                                        |                            |                         |                         |
|                            | Esito: collegio confermato a Laburista |                            |                         |                         |

## Risultati dei referendum

### Referendum sulla permanenza del Regno Unito nell'Unione europea del 2016
|             | Collegio     | Lasciare UE % | Rimanere in UE % |
| ----------- | ------------ | ------------- | ---------------- |
|             | Newport West | 53,0%         | 47,0%            |
| Galles      | 52,5%        | 47,5%         |                  |
| Regno Unito | 51,9%        | 48,1%         |                  |